# Панькін Іван Степанович
Іван Степанович Панькін (1909, тепер Російська Федерація — ?, місто Москва, Російська Федерація) — радянський діяч, завідувач сільськогосподарського відділу ЦК КПРС по РРФСР, голова Сталінградського облвиконкому. Член Центральної Ревізійної Комісії КПРС у 1961—1966 роках. Депутат Верховної Ради Російської РФСР 3—5-го скликань. Депутат Верховної Ради СРСР 6-го скликання.

## Життєпис
До 1927 року наймитував у заможних селян. З 1927 року — лаборант, помічник майстра олійного заводу.
Член ВКП(б) з 1930 року.
У 1933 році закінчив Рубцовський сільськогосподарський технікум.
У 1933—1942 роках — агроном районного земельного відділу, старший агроном, директор машинно-тракторної станції в Алтайському краї, заступник завідувача Алтайського крайового земельного відділу.
У 1942—1945 роках — завідувач сільськогосподарського відділу Алтайського крайового комітету ВКП(б).
У 1945—1947 роках — секретар Читинського обласного комітету ВКП(б).
У 1947—1950 роках — слухач Вищої партійної школи при ЦК ВКП(б).
У 1950 — січні 1961 року — голова виконавчого комітету Сталінградської обласної ради депутатів трудящих.
У грудні 1960 — 1966 року — завідувач сільськогосподарського відділу ЦК КПРС по Російській РФСР.
Потім — персональний пенсіонер у місті Москві.

## Нагороди
- орден Леніна
- орден Трудового Червоного Прапора (1959)
- орден «Знак Пошани» (11.05.1942)
- медаль «За трудову доблесть»
- медалі